# Communauté de communes des Collines du Perche
La communauté de communes des Collines du Perche est une communauté de communes française, située dans le département 
de Loir-et-Cher.

## Historique
À la suite de la création de la commune nouvelle de Couëtron-au-Perche, au 1er janvier 2018, le nombre de communes passe de 16 à 12.

## Administration

### Liste des présidents
| Période         | Période         | Identité              | Étiquette | Qualité                                                                                           |
| --------------- | --------------- | --------------------- | --------- | ------------------------------------------------------------------------------------------------- |
| ?               | mars 2014       | Jean-Luc Ferrière     |           |                                                                                                   |
| mars 2014       | 16 juillet 2020 | Jean Léger            | DVD       | Maire de Sargé-sur-Braye                                                                          |
| 16 juillet 2020 | Actuel          | Karine Gloanec Maurin | PS        | Première adjointe au maire de Couëtron-au-Perche Conseillère régionale (2010-2015 et depuis 2021) |

## Géographie

### Géographie physique
Située au nord du département de Loir-et-Cher, la communauté de communes des Collines du Perche regroupe 12 communes et présente une superficie de 297,9 km2.

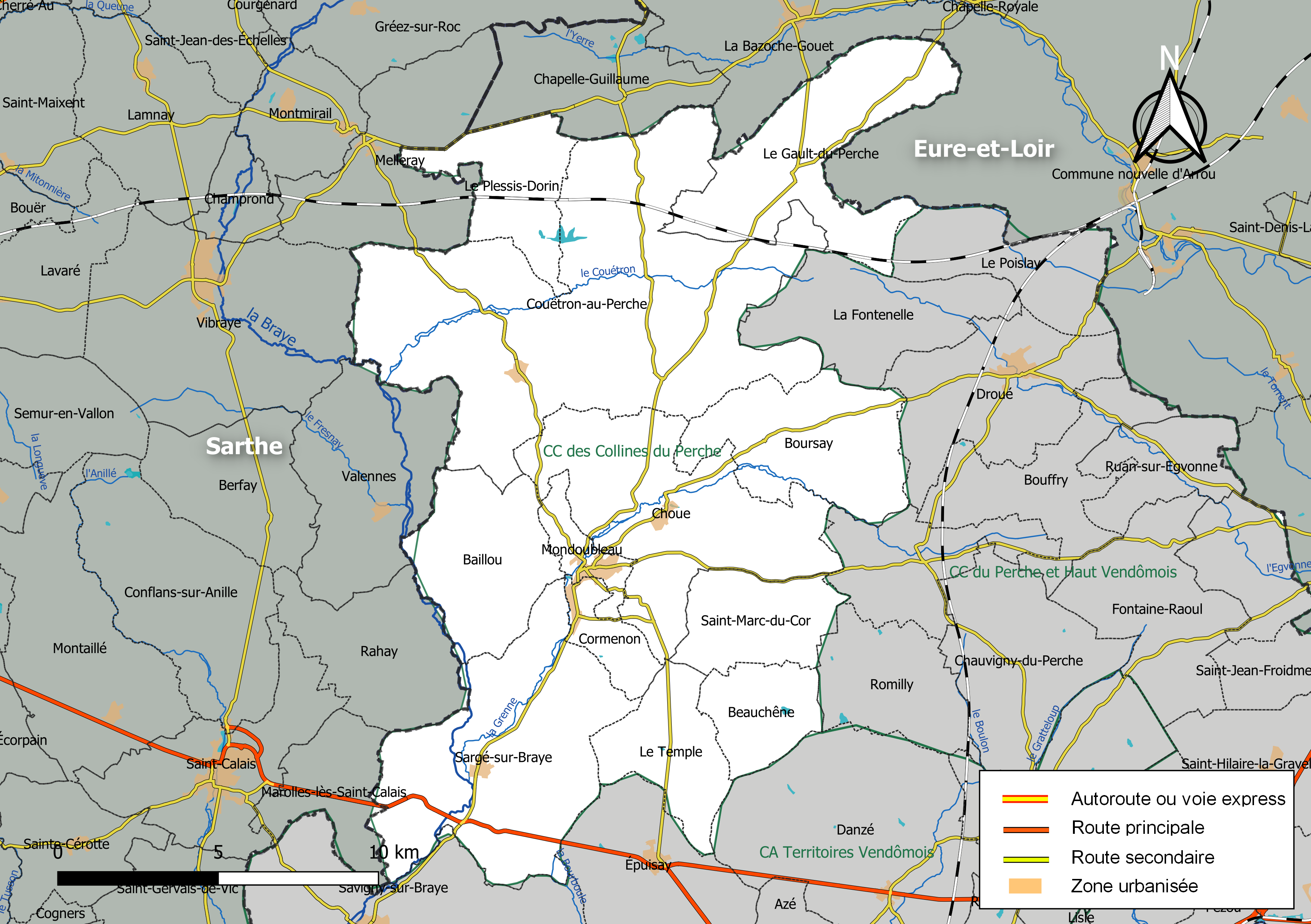
Carte de la communauté de communes des Collines du Perche au 1er janvier 2019.

### Composition

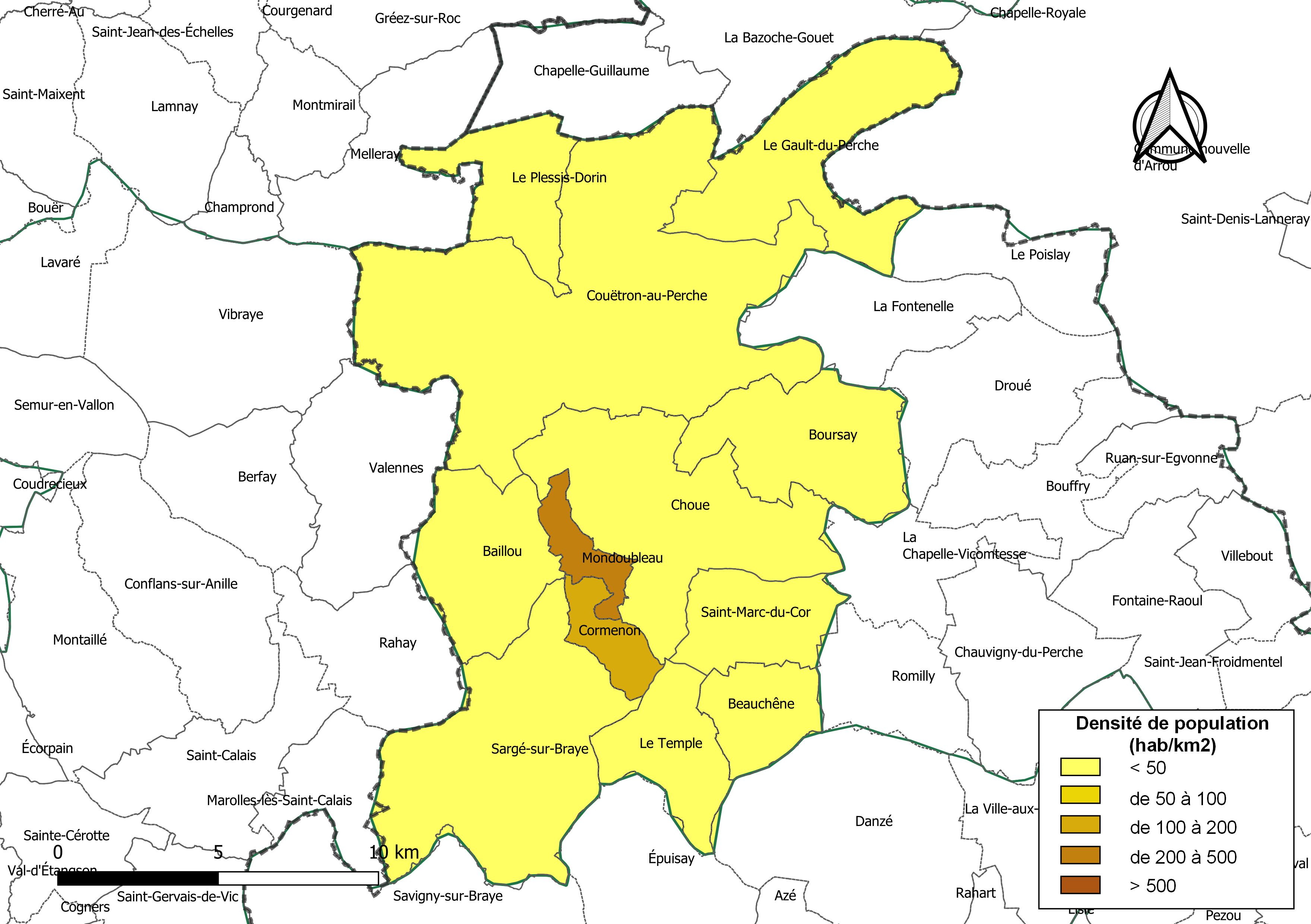
Carte des densités de population (millésimée 2016) des communes de la communauté de communes des Collines du Perche. Composition en communes au 1er janvier 2019.

La communauté de communes est composée des 12 communes suivantes :

| Nom                 | Code Insee | Gentilé        | Superficie (km2) | Population (dernière pop. légale) | Densité (hab./km2) |
| ------------------- | ---------- | -------------- | ---------------- | --------------------------------- | ------------------ |
| Mondoubleau (siège) | 41143      | Mondoublotiers | 4,84             | 1 306 (2022)                      | 270                |
| Baillou             | 41012      | Bailloutains   | 19,85            | 205 (2022)                        | 10                 |
| Beauchêne           | 41014      | Beauchênois    | 10,08            | 165 (2022)                        | 16                 |
| Boursay             | 41024      | Bourséens      | 22,08            | 179 (2022)                        | 8,1                |
| Choue               | 41053      | Chouettons     | 37,39            | 515 (2022)                        | 14                 |
| Cormenon            | 41060      | Cormenonais    | 5,76             | 690 (2022)                        | 120                |
| Couëtron-au-Perche  | 41248      |                | 86,47            | 1 045 (2022)                      | 12                 |
| Le Gault-du-Perche  | 41096      | Gaultois       | 28,2             | 319 (2022)                        | 11                 |
| Le Plessis-Dorin    | 41177      |                | 14,19            | 149 (2022)                        | 11                 |
| Saint-Marc-du-Cor   | 41224      |                | 13,09            | 183 (2022)                        | 14                 |
| Sargé-sur-Braye     | 41235      | Sargetiers     | 42,61            | 956 (2022)                        | 22                 |
| Le Temple           | 41254      | Templiers      | 13,32            | 173 (2022)                        | 13                 |

## Démographie
La communauté de communes des Collines du Perche comptait 6 245 habitants (population légale INSEE) au 1er janvier 2007. La densité de population était de 21 hab./km².
| 1968  | 1975  | 1982  | 1990  | 1999  | 2007  | 2015 |
| ----- | ----- | ----- | ----- | ----- | ----- | ---- |
| 7 900 | 7 454 | 6 957 | 6 445 | 6 356 | 6 245 | -    |

## Compétences
Nombre de compétences exercées en 2018 : 12.